# Musculi pectinati
Die Musculi pectinati kleiden in Form von kammartigen Strukturen Teile des rechten und linken Herzvorhofs (Atrium) sowie das rechte und das linke Herzohr (Auricula) aus. Sie sind für die raue Oberfläche der Innenwände verantwortlich. 
Im rechten Vorhof wird der rauwandige Anteil der Wandinnenfläche, der sich entwicklungsgeschichtlich aus dem embryonalen Vorhof ableitet, durch die als Crista terminalis atrii dextri bezeichnete Erhebung von dem glattwandigen Anteil getrennt, der sich aus der Anlage der einmündenden Hohlvenen (Sinus venosus Cruveilhieri) entwickelt. Auf der Außenfläche des Herzens setzt sich diese Grenze fort und wird auch als Sulcus terminalis bezeichnet.
Weitere Muskeln im Inneren des Herzens – innerhalb der Herzkammern – sind die Papillarmuskeln (Musculi papillare).